# Peter Hentze
|  | Denne artikel omhandler præsten Peter Hentze, født 1753. For kunstneren født 1943, se Peter Hentze (kunstner) |
Peter Matthiesen Hentze (født 22. oktober 1753 i Horsens, død 25. juni 1843 på Sandur på Færøerne) var en dansk luthersk præst.
Han var søn af murermester og gipser Mathias Hensel fra Sachsen og Amalia Elisabeth Kyhn fra Horsens. Efter latinskolen i Horsens i 1772 tog han teologisk embedseksamen ved Københavns Universitet i 1782. Han studerede sideløbende hermed medicinske fag.
Hentze blev udnævnt til kapellan på Sandoy på Færøyene i 1782 og til sognepræst året efter. Han var også viceprovst 1807–1814 og provst på Færøerne 1814–1829, såvel som vikarierende sognepræst på Suðurstreymoy, Vágar og Eysturoy. I 1837 tog han sin afsked som sognepræst, men beholdt anneksgården på Sandur. Hentzes personlige journaler er et værdifuldt bidrag til Færøernes historie. Hans optegnelser af færøske kvad er bevaret og udgivet. Hans medicinske kundskaber bidrog til mange fortællinger om overnaturlige evner. Hentze var også en notorisk modstander af folkeskoler og en afholdt prædikant.
Han blev i 1783 gift med Maren Christine Eisenberg, datter af tidligere provst og sognepræst Jacob Frederiksen Eisenberg på Sandur. Af deres efterslægt kan nævnes sønnen sysselmanden Johan Michael Hentze, sønnesønnen lagtingsmand Jóan Petur Hentze, oldebarnet lagtingsmand Jóhan Michael Hentze d.y., tipoldebarnet sagfører Gregers Johan Hentze og tiptipoldebarnet advokat, lagtingsmand og minister Demmus Hentze.
Peter Hentze ligger begravet på kirkegården ved Sands kirkja.